# Università di economia di Poznań
L'Università di economia di Poznań (PUEB, in polacco Uniwersytet Ekonomiczny w Poznaniu) è una università polacca di tipo business school. È la più grande e antica università economica della regione della Grande Polonia, nella parte occidentale del paese, e attrae studenti anche da altre zone.
Il campus principale dell'università è localizzato a Poznań, ma ci sono corsi di studio anche in altre sette località (detti istituti di educazione superiore) situati ad una distanza che varia tra i 30 e i 100 km da Poznań (Bydgoszcz, Kalisz, Konin, Piła, Leszno, Zielona Góra, Szamotuły).

## Storia
L'Università nasce nel 1926, quando la Fondazione della Camera di commercio e dell'industria locale fonda il Collegio del commercio. In quanto scuola privata, non aveva nessuna autorità che ne validasse i titoli di studio. L'istituto acquisì tale autorità nel 1938 e, nello stesso anno, venne rinominata col nome di Accademia del commercio.
Nel 1950 vi studiavano 2026 studenti. In quell'anno, l'Accademia venne acquisita dallo Stato e rinominata Alta scuola di economia, inizialmente con due facoltà, poi diventate tre. Nel 1954 l'università offriva sia corsi di laurea della durata di 5 anni che Master.
Nel 1974 la scuola venne rinominata Accademia di economia con possibilità di offrire titoli di laurea ufficialmente riconosciuti.
Nel 1990 l'Accademia di economia di Poznań ristrutturò le sue facoltà, i corsi di laurea, le specializzazioni e i curricula. Durante gli anni 1998-2000 è stata testimone di una rapida crescita nel numero di studenti iscritti. Ulteriori modifiche nei programmi dei corsi di laurea le hanno poi permesso di adeguarsi agli standard educativi europei in tutti i principali campi di studio e specializzazione.
Il 27 dicembre del 2008, alla scuola venne garantito lo status di università e gli venne conferita la denominazione attuale di Università di economia. A partire dal 1 ottobre del 2015 c'è stata l'ultima variazione del nome in Università di economia e Business.